# Culex phlogistus
Culex phlogistus är en tvåvingeart som beskrevs av Dyar 1920. Culex phlogistus ingår i släktet Culex och familjen stickmyggor. Inga underarter finns listade i Catalogue of Life.